# 上相浦駅
上相浦駅（かみあいのうらえき）は、長崎県佐世保市新田町にある松浦鉄道西九州線の駅である。

## 歴史
- 1920年（大正9年）3月27日：佐世保軽便鉄道（後の佐世保鉄道）によって山口停留場として開設[1]。 但し、改軌までの旧駅は相浦川を挟んだ対岸にあった。
- 1922年（大正11年）
  - 1月18日：停車場に変更認可[1]。
  - 6月1日：上相浦駅に改称[2]。
- 1936年（昭和11年）10月1日：佐世保鉄道国有化に伴い、鉄道省に移管[1]。
- 1943年（昭和18年）8月30日：北佐世保 - 相浦間改軌工事の完了に伴い、現在地に移転[3]。
- 1962年（昭和37年）10月1日：貨物取扱廃止[1]。
- 1970年（昭和45年）10月1日：荷物扱い廃止[4]。無人駅化[1][5]。
- 1987年（昭和62年）4月1日：国鉄分割民営化に伴い、JR九州松浦線の駅となる[1]。
- 1988年（昭和63年）4月1日：第三セクター松浦鉄道への転換に伴い、同社西九州線の駅となる[1]。
- 1992年（平成4年）7月15日：列車増発に伴い交換設備を復元[6]（撤去されていた上り線を復旧し、ホームを増設）。

## 駅構造

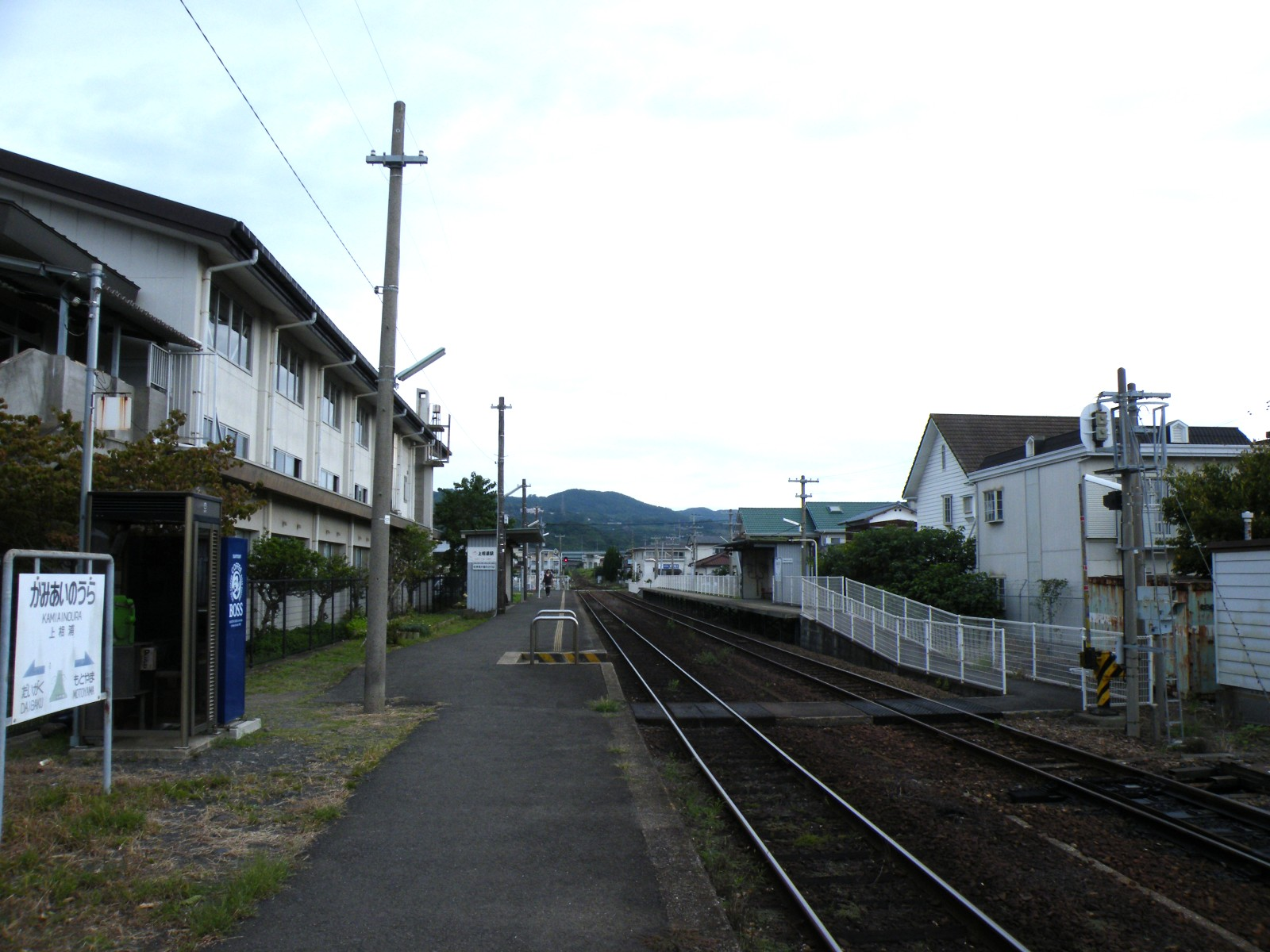
構内（2010年9月、大学駅方から）

相対式ホーム2面2線を有する地上駅である。構内踏切を備える。無人駅で駅舎は無いが、待合室がある。また、駅から少し歩いたところには、自動販売機コーナーがある。
国鉄時代末期に有蓋車を改造した駅舎を設置していた時期があった。
2024年（令和6年）3月に佐世保市と松浦市の5駅の駅名標について、かな表記から漢字表記に改めるとともに最寄りの高校名をサブ駅名として加えたものにリニューアルされ、上相浦駅では「佐世保特別支援学校最寄り駅」のサブ駅名を加えた駅名標にリニューアルされた。

### のりば
| ホーム | 路線      | 方向 | 行先                                 | 備考 |
| ------ | --------- | ---- | ------------------------------------ | ---- |
| 東側   | ■西九州線 | 上り | 佐々・たびら平戸口・松浦・伊万里方面 |      |
| 西側   | ■西九州線 | 下り | 佐世保方面                           |      |

※案内上ののりば番号は設定されていない。

## 利用状況
2023年度の1日平均乗降人員は555人である。
| 年度               | 1日平均 乗降人員 |
| ------------------ | ---------------- |
| 2019年（令和元年） | 568              |
| 2020年（令和02年） | 465              |
| 2021年（令和03年） | 484              |
| 2022年（令和04年） | 572              |
| 2023年（令和05年） | 555              |

## 駅周辺
- 相浦地区公民館
- 佐世保西郵便局
- 上相浦保育所
- 佐世保市役所相浦支所
- 佐世保市立相浦小学校
- 相浦幼稚園・東相浦幼稚園
- 相浦警察署
- 長崎県立佐世保特別支援学校
- 飯盛神社
- 洪徳寺
- 愛宕山

## 隣の駅
松浦鉄道
■西九州線
快速
大学駅 - 上相浦駅 - 本山駅
普通
大学駅 - 上相浦駅 - 本山駅